# Benny Andersen (regatista)
Benny Fomsgaard Andersen (Ringkøbing, 1 de junio de 1963) es un deportista danés que compitió en vela en las clases Laser y Star.
Ganó dos medallas en el Campeonato Mundial de Laser, plata en 1988 y bronce en 1985, y una medalla de oro en el Campeonato Europeo de Laser de 1988. También obtuvo una medalla de plata en el Campeonato Mundial de Star de 1990 y dos medallas de oro en el Campeonato Europeo de Star, en los años 1992 y 1993.

## Palmarés internacional
| Campeonato Mundial | Campeonato Mundial     | Campeonato Mundial | Campeonato Mundial |
| Año                | Lugar                  | Medalla            | Clase              |
| ------------------ | ---------------------- | ------------------ | ------------------ |
| 1985               | Halmstad (Suecia)      | Medalla de bronce  | Laser              |
| 1988               | Falmouth (Reino Unido) | Medalla de plata   | Laser              |
| Campeonato Europeo |                        |                    |                    |
| Año                | Lugar                  | Medalla            | Clase              |
| 1988               | Ostende (Bélgica)      | Medalla de oro     | Laser              |

| Campeonato Mundial | Campeonato Mundial         | Campeonato Mundial | Campeonato Mundial |
| Año                | Lugar                      | Medalla            | Clase              |
| ------------------ | -------------------------- | ------------------ | ------------------ |
| 1990               | Cleveland (Estados Unidos) | Medalla de plata   | Star               |
| Campeonato Europeo |                            |                    |                    |
| Año                | Lugar                      | Medalla            | Clase              |
| 1992               | Hyères (Francia)           | Medalla de oro     | Star               |
| 1993               | Skødstrup (Dinamarca)      | Medalla de oro     | Star               |